# Raoul Wallenberg: Buried Alive
Raoul Wallenberg: Buried Alive är en kanadensisk dokumentär, regisserad av David Harel och släpptes 1983. En berättelse om den svenska diplomaten Raoul Wallenberg, filmen berättar om hans roll för att rädda liv för judiska flyktingar från Förintelsen, liksom utforska bevisen för att han fortfarande kan ha levt i en sovjetisk gulag så sent som i början av 1980-talet.
Filmen berättades av Pierre Berton. Den hade en kort teaterkörning, men distribuerades främst på tv, sändes på PBS i USA 1984 och på CBC Television i Kanada 1985.
Filmen vann Genie-priset för bästa dokumentärfilm vid sjätte Genie-utmärkelsen.